# Pie-Pie-Van-Van
Les Pie-Pie-Van-Van sont des lutins maléfiques établis dans la vallée de la Meuse. Ils sont qualifiés d'« horribles », parce qu'ils attirent les humains dans l'eau pour les y noyer.

## Origine du nom
Le mot Pie-Pie-Van-Van est un mot ardennais qui vient peut être du latin « pavens » qui désigne ce qui fait peur, ce qui doit être craint.

## Description
Ils sont surtout attestés entre les villes de Bogny-sur-Meuse et de Brau. Ils attirent le voyageur dans l'eau et le noient, avant de se moquer de lui en dansant sur son cadavre.
Un jeune homme avare, le Bayeux, que ces lutins avaient attiré dans un marécage, s'en serait tiré après avoir poussé des plaintes désespérées. Un forgeron de Braux réussit à leur échapper en couvrant son visage. 